# Leptogorgia purpureoviolacea
Leptogorgia purpureoviolacea is een zachte koraalsoort uit de familie Gorgoniidae. De koraalsoort komt uit het geslacht Leptogorgia. Leptogorgia purpureoviolacea werd in 1936 voor het eerst wetenschappelijk beschreven door Stiasny. 